# República Centro-Africana nos Jogos Olímpicos de Verão de 1968
A República Centro-Africana competiu nos Jogos Olímpicos pela primeira vez nos Jogos Olímpicos de Verão de 1968 na Cidade do México, México.